# Plagiochasma rupestre
Plagiochasma rupestre är en bladmossart som först beskrevs av J.R.Forst. et G.Forst., och fick sitt nu gällande namn av Franz Stephani. Plagiochasma rupestre ingår i släktet Plagiochasma och familjen Aytoniaceae. Inga underarter finns listade i Catalogue of Life.